# セオボールド・パーセル
セオボールド・アンドリュー・パーセル（Theobald Andrew Purcell、1841年 - 1877年8月20日）は、明治時代にお雇い外国人として来日したイギリスの医師である。

## 経歴・人物
1870年（明治3年）に駐日イギリス海軍第10連隊第1大隊付き外科医として来日した。
翌1871年（明治4年）には工部省に採用され、前年に同じく海軍軍医として来日したエドウィン・ホイーラーと共に鉄道病院に勤め、鉄道工事で作業する外国人の治療を行った。後にホイーラーと共に横浜ゼネラル・ホスピタルの医師を務めた。
1877年（明治10年）横浜で死去し、横浜外国人墓地に葬られた。